# Buar
Buar (Servisch cyrillisch Буар) is een plaats in de Servische gemeente Užice. De plaats telt 1415 inwoners (2002).